# Edmond Miellet

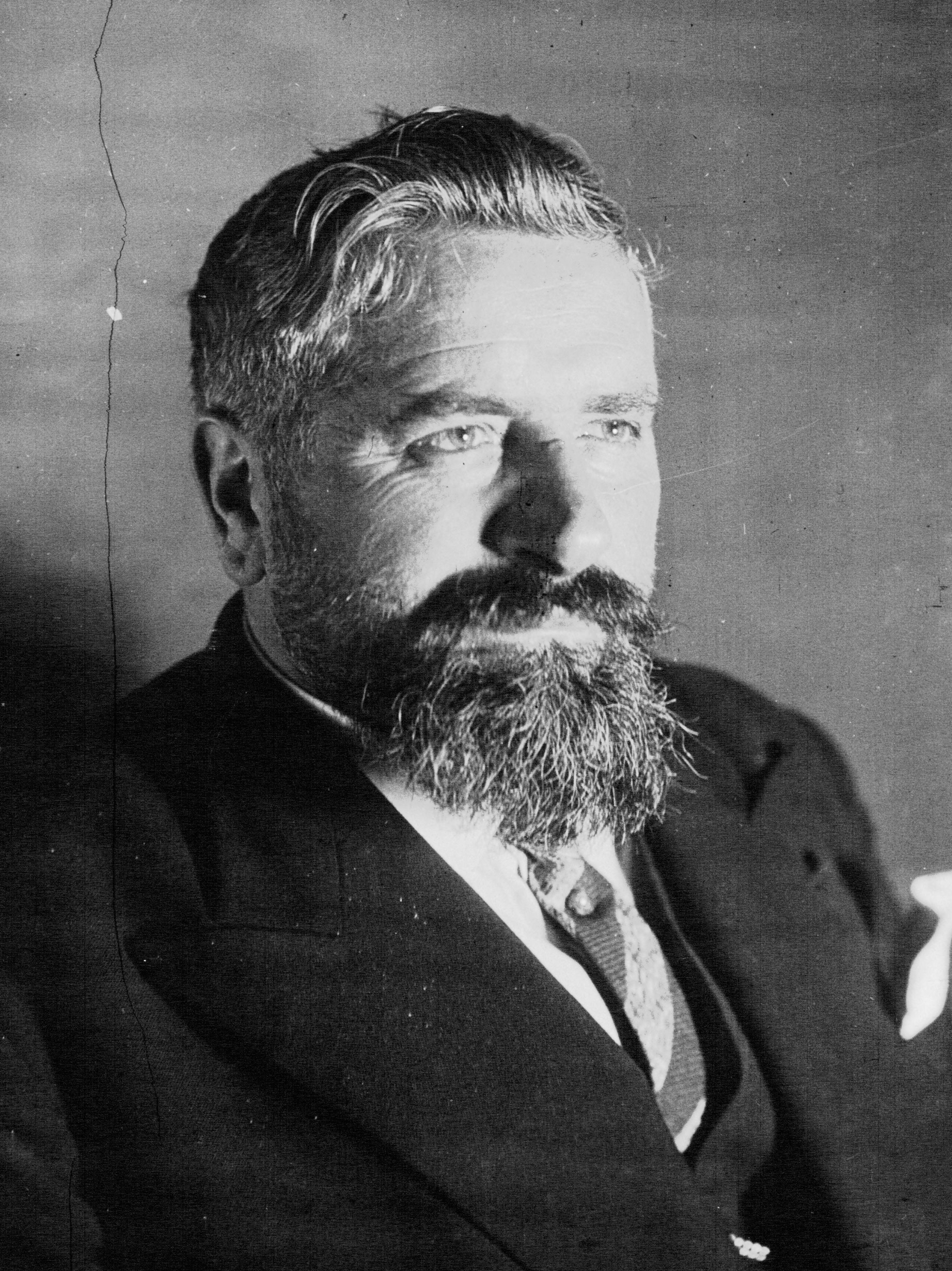
Edmond Miellet (1932)

Edmond Miellet (* 1. November 1880 in Montbouton, Territoire de Belfort; † 24. Januar 1953 in Paris) war ein französischer Politiker der Parti républicain, radical et radical-socialiste (PRRS), der unter anderem zwischen 1919 und 1942 Mitglied der Nationalversammlung sowie von 1932 bis 1933 Minister für Pensionen war.

## Leben
Edmond Miellet absolvierte nach dem Schulbesuch ein Studium der Rechtswissenschaften, das er mit einem Lizenziat abschloss. Er war als Kursleiter tätig und erlitt während seiner Teilnahme am Ersten Weltkrieg schwere Verletzungen, wodurch er zum Kriegsinvaliden wurde. Am 30. November 1919 wurde er für die Parti républicain, radical et radical-socialiste (PRRS) erstmals zum Mitglied der Abgeordnetenkammer (Chambre des Députés) gewählt und vertrat in dieser nach seinen Wiederwahlen am 25. Mai 1924, 29. April 1928, 8. Mai 1932 und 3. Mai 1936 bis zum 31. Mai 1942 das Territoire de Belfort. 1924 wurde er Mitglied der Ausschüsse für Landwirtschaft, für Pensionen sowie für die Armee.
Am 18. Dezember 1932 wurde Miellet Minister für Pensionen (Ministre des Pensions) im Kabinett Paul-Boncour. Die Funktion des Ministers für Pensionen hatte er zwischen dem 31. Januar und dem 26. Oktober 1933 auch im ersten Kabinett Daladier inne. 1936 wurde er Vorsitzender des Armeeausschusses (Commission de l’armée) und intervenierte in dieser Funktion mehrfach bei der Erörterung des Gesetzentwurfs über die Organisation der Nation für die Kriegszeit. Er war maßgeblich an den Beratungen des Gesetzesentwurfs zur Änderung des Gesetzes vom 31. März 1928 über die Rekrutierung der Armee beteiligt. Am 10. Juli 1940 stimmte er für die Übertragung der Machtbefugnisse an Marschall Philippe Pétain. Für seine Verdienste erhielt er das Ritterkreuz der Ehrenlegion und das Croix de guerre 1914–1918 verliehen.